# تاریخ سیستان
تاریخ سیستان از نوشته‌های کهن به زبان فارسی است که چندین تن (احتمالاً دو نفر) در طی سده‌های پنجم تا هشتم قمری آن را به نگارش درآورده‌اند. این کتاب جدا از ارزش تاریخی، از نظر زبان و ادبیات فارسی اهمیت بسیار زیادی دارد. از این کتاب تنها یک نسخهٔ خطی به دست آمده‌ است که متعلق است به پیش از سال ۸۶۴ هجری قمری که خودش از روی نسخهٔ کهن‌تری نوشته شده‌ است. این مجموعه با کوشش محمد تقی بهار نخستین بار در خرداد ۱۳۱۴ با عنوان «تاریخ سیستان» به چاپ رسید.

## نگارش کتاب و چاپ ویرایش آن
از مجموعه‌ای که با عنوان «تاریخ سیستان» شناخته شده تنها یک نسخهٔ خطی متعلق به سال ۸۳۹ خورشیدی (۸۶۴ قمری) به دست آمده. این نسخه از روی نسخهٔ کهن‌تری نوشته شده که به گمان بهار می‌توانسته نسخهٔ اصل نویسنده بوده باشد و شاید نگارش آن پیرامون سال ۷۰۴ خ. (۷۲۵ ق) به پایان رسیده. این کتاب نوشته یک نفر نیست، بلکه دو یا سه نفر یکی پس از دیگری آن را به نگارش درآورده‌اند. نخستین بار این مجموعه در روزنامه ایران قدیم (از شمارهٔ ۴۷۴ تا ۵۶۴ مورخه ۱۲۹۹ تا ۱۳۰۲ قمری) از روی نسخهٔ خطی چاپ شد. این نسخه اندکی پس از آن به دست ملک‌الشعرا افتاد و او پس از ویرایش و افزودن پاورقی، آن را برای چاپ در اختیار وزارت معارف ایران قرار داد. «تاریخ سیستان» در حقیقت نامی است که در پاورقی روزنامه ایران قدیم به آن داده شد و بهار آن را در ویرایش خود نگه داشت. روشن نیست که نام اصلی این مجموعه چه بوده، هر چند که در بخش‌هایی از کتاب به نوشته‌های دیگری با نام‌های «فضایل سیستان» و «اخبار سیستان» و «تاریخ» به معنای کتاب اشاره شده.
به گفتهٔ بهار خواننده‌ای که در زمانی ناشناخته پیش از او به نسخهٔ خطی دسترسی داشته اشعاری از خود را به حاشیه‌های متن وارد کرده بوده و گاهی متن نوشته را دگرگون کرده بوده، و این دستکاری‌ها به متن چاپ شده در پاورقی روزنامه ایران کهن وارد شده بود. به گفتهٔ او این دخل و تصرف در نسخهٔ خطی روشن بوده و او توانسته نوشتهٔ ویرایش شده را از آنها بزداید. بهار در مقدمهٔ کتاب، احتمال آغاز نگارش متن به دست مولانا شمس‌الدین محمد موالی و پایان آن به دست محمود ابن یوسف اصفهانی را مطرح کرده.

## ساختار و سبک نوشتاری کتاب
[...] در هر صفحه مطلبی تازه و خبری نادر و نامی بی‌پیشینه دیده می‌شود که آنهمه را هر یک بجای خود در حواشی باز نمودیم، تا داد این کتاب عزیز که در شرف انقراض و بخت ایرانیان و دوستاران زبان پارسی آنرا صیانت کرده‌ است تا حدی داده شود [...]— محمد تقی بهار، تاریخ سیستان، مقدمه مصحح
در صورت کنونی، کتاب در دو بخش مجزا با سبک‌های متمایز نوشته شده‌ است. بخش اول که کتاب بخش بزرگ آن نیز هست سبکی بسیار کهن دارد و به‌ احتمال متعلق به سده پنجم هجری قمری است. قسمت دوم کتاب در سده هشتم نوشته شده است و کسی شرح رویدادهای پسین را به‌طور خیلی خلاصه پیوست کتاب کرده‌ است. بخش اول کتاب بیش از ده برابر بخش دوم است.
بهار تاریخ سیستان را برخلاف التفهیم کتابی با انشای یکدست نمی‌داند. او فصل‌های آغازین کتاب را که از نثرهای پیشین نقل قول شده معرف نثر ابوالمؤید و بِشرِ مُقَسم می‌داند و باقی بخش نخست را نثری بسیار قدیمی و نمودار سبک بلعمی. بخش دوم کتاب به گفتهٔ او با سبکی دگرگونه نوشته شده که باید آن را مخلوطی از دورهٔ دوم (سده ششم) و دورهٔ سوم یعنی سده هفتم و دوره مغول دانست. او همچنین بخش‌های ترجمه شده را بسیار شبیه به جمله‌بندی عربی آن دوران می‌داند.

## ارزشمندی کتاب
اول کسیکه ما را بوجود این کتاب گرانبها آگاه کرد، فرهیخته محترم آقای میرزا عبدالعظیم خان گرکانی بود که در چند سال پیش ازین قسمتی از اشعار محمد وصیف را بعنوان کهنترین شعر فارسی در یکی از مجلات تهران منتشر ساخت.— محمد تقی بهار، تاریخ سیستان، مقدمه مصحح
در تاریخ سیستان داستان‌ها و دانستنیهای ارزشمند تاریخی‌ای آمده که در نوشته‌های دیگر دیده نشده، از جمله ماجرای سرودن نخستین شعر فارسی دری و شاعران پارسی‌گوی دربار یعقوب لیث صفاری:
 پس شعرا [یعقوب] را شعر گفتندی به تازی: | قد اکرم اللّه اهل المصر و البلد |  | بمُلک یعقوب ذوالاَفضال و العُدد | [...] چون این شعر برخواندند او عالم نبود، درنیافت. محمد بن وصیف حاضر بود و دبیر رسایل او بود و ادب نیکو دانست و بدان روزگار نامهٔ پارسی نبود. پس یعقوب گفت: چیزی که من درنیابم چرا باید گفت؟ محمد وصیف پس شعر پارسی گفتن گرفت و پیش ازو کسی نگفته بود که تا پارسیان بودند سخن ایشان به رود بازگفتندی، بر طریق خسروانی، و چون عجم برکنده شدند و عرب آمدند، شعر میان ایشان به تازی بود و همگنان را علم و معرفت شعر تازی بود و اندر عجم کسی برنیامد که او را بزرگیِ آن بود پیش از یعقوب که اندرو شعر گفتندی، مگر حمزة بن عبداللّه الشاری و او عالم بود و تازی دانست. شعرای او تازی گفتند و سپاه او بیشتر همه از عرب بودند و تازیان بودند، چون یعقوب زنبیل و عمار خارجی را بکشت و هری بگرفت و سیستان و کرمان و فارس او را دادند، محمد بن وصیف این شعر بگفت:| ای امیری که امیران جهان، خاصه و عام |  | بنده و چاکر و مولای و سگبند و غلام |— مولف ناشناس، تاریخ سیستان
تاریخ سیستان در دو مورد از بندهشن نام برده و از پیدایش آغازین آتش کرکوی از «کتاب گرشاسب» ابوالمؤید بلخی سخن آورده، کتابی که شاید بخشی از شاهنامهٔ گمشدهٔ وی (شاهنامهٔ بزرگ) بوده. در پایان این داستان بازگفت سرود کرکوی آمده که شاید یکی از کهن‌ترین سروده‌ها به زبان پارسی یا گویشی بسیار نزدیک به آن باشد. این کتاب از زرتشتیان با عنوان «مزدیسنان» نام برده که بهار معرف آشنایی نزدیک نگارنده(ها) با این آیین می‌داند. این همخوانی‌ها با منابع پهلوی مانند شگفتی و برجستگی سیستان در میان متون فارسی بی‌مانند شمرده شده و از دید بهار نشانگر حضور پررنگ مغان و دبیران زرتشتی در سیستان است و اهمیت آن در حفظ آیین‌های کهن تا سده‌ها پس از پیدایش اسلام.